# Provenchères-lès-Darney
Provenchères-lès-Darney is een gemeente in het Franse departement Vosges (regio Grand Est) en telt 157 inwoners (2005). De plaats maakt deel uit van het arrondissement Épinal.

## Geografie
De oppervlakte van Provenchères-lès-Darney bedraagt 8,9 km², de bevolkingsdichtheid is 17,6 inwoners per km².
De onderstaande kaart toont de ligging van Provenchères-lès-Darney met de belangrijkste infrastructuur en aangrenzende gemeenten.

## Demografie
Onderstaande figuur toont het verloop van het inwonertal (bron: INSEE-tellingen).